# EDTA
EDTA (do inglês Ethylenediamine tetraacetic acid) ou ácido etilenodiamino tetra-acético é um composto orgânico que age como agente quelante, formando complexos muito estáveis com diversos íons metálicos. Entre eles estão, em meio alcalino (pH > 7), magnésio e cálcio e, em meio ácido (pH < 7), manganês, ferro(II), ferro(III), zinco, cobalto, cobre(II), chumbo e níquel.
O EDTA é um ácido que atua como ligante hexadentado, podendo complexar o íon metálico através de seis posições de coordenação: os quatro grupamentos carboxila (após sua deprotonação) e os dois grupamentos amina.

## Princípios de química de coordenação

Quelato metal-EDTA. O íon metálico central está sendo complexado através das seis posições de coordenação do EDTA.

## Síntese
O EDTA é predominantemente sintetizado a partir de 1,2-diaminoetano (etilenodiamina), formaldeído (metanal), água e cianeto de sódio.
O trabalho pioneiro sobre o desenvolvimento do EDTA foi realizado por Gerold Schwarzenbach nos anos 1940.

## Nomenclatura popular vs. química
Para diferenciar o EDTA de suas várias formas protonadas, químicos usam acrônimos: EDTA4−, a base conjugada que é o ligante, e H4EDTA, o precursor do ligante.

## Usos
O EDTA é utilizado em diversas áreas, sendo algumas delas:
- Indústria cosmética (e.g. descolorante para cabelos, uso na fabricação de desodorantes);
- Indústria alimentícia (e.g. como conservante);
- Área da saúde (medicina, biomedicina e farmácia);
- Indústria química (e.g. análises químicas);
- Agricultura;
- Microscopia eletrônica;

Em tratamentos endodônticos, é utilizado por conta da sua propriedade quelante sobre íons cálcio (Ca2+). Pelo mesmo mecanismo, atua como agente anticoagulante (e.g. em amostras sanguíneas colhidas para análise em laboratório).
É usado para análise da dureza da água e na agricultura como estabilizante de micronutrientes.
É usado em microscopia eletrônica para contrastar o DNA e descontrastar o RNA.
Mais recentemente também tem sido utilizado em conjunto com antibióticos para inibir enzimas bacterianas e potencializar a ação desses fármacos.